# Madschlis al-Umma (Jordanien)

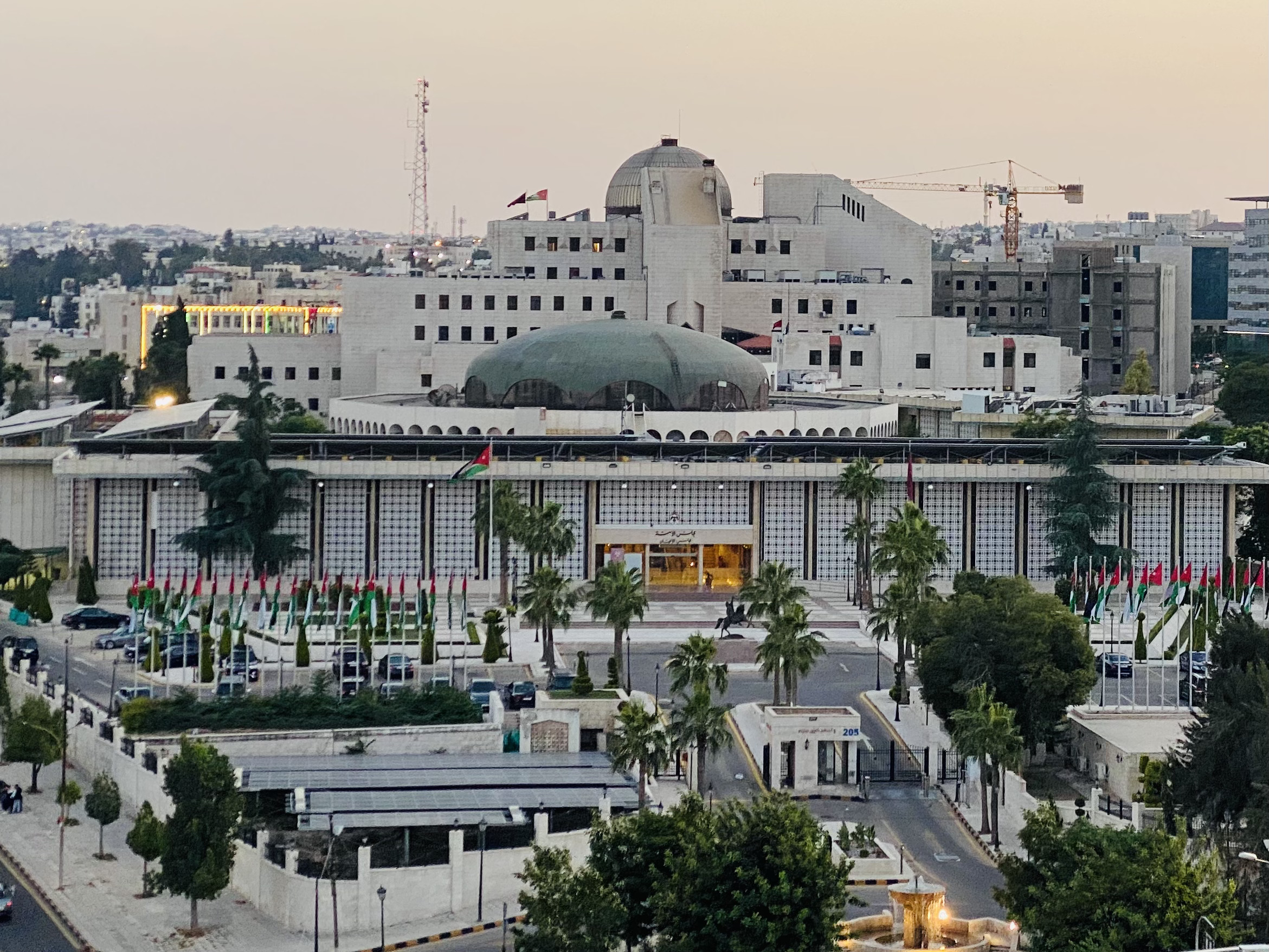
Das jordanische Parlamentsgebäude in Amman (2024)

Das Jordanische Parlament, genannt Madschlis al-Umma / مجلس الأمة / Maǧlis al-Umma / ‚Nationalversammlung‘, besteht aus zwei Kammern.
- Die Abgeordnetenversammlung (Jordanien) / مجلس النواب / Maǧlis an-Nuwwāb / ‚Abgeordnetenversammlung‘ hat 110 Abgeordnete. Davon werden 104 Abgeordnete für vier Jahre gewählt. Sechs Sitze sind für Frauen reserviert, die in einer besonderen Wahl bestimmt werden. Neun der Sitze in der Kammer sind für Christen und drei Sitze sind für Tschetschenen und Tscherkessen reserviert.

- Der Senat (Jordanien) / مجلس الأعيان / Maǧlis al-Aʿyān / ‚Senat‘ hat 40 Abgeordnete, die vom jordanischen König ernannt werden.